# Lipogram
Lipogram – środek stylistyczny, forma instrumentacji głoskowej polegająca na takiej budowie tekstu, aby składał się on z wyrazów, w których nie występuje określona głoska, szczególnie częsta w danym języku. Julian Tuwim przytoczył w swojej książce „Pegaz dęba” kilkudziesięciowierszowy fragment, w którym ani razu nie pojawiła się głoska „r”: 

Słońce tego dnia wstało jakieś dziwnie leniwe, matowe bez blasku. Około południa na powleczone niezwykłą bladością niebo wypełzły zwały skłębionych żółtych obłoków i w jednej chwili świat zasnuł się ciemnością.

 W dalszej części tekstu występuje opis burzy, w którym nie ma takich wyrazów jak piorun, grom, chmury.